# Культура Йорданії
Культура Йорданії заснована на елементах східноєвропейської культури зі значним впливом Сходу. Йорданське королівство, знаходячись на перетині трьох континентів завжди відрізнялося багатством своєї культури. Музика, спорт, особливо футбол та баскетбол, а також інші види спорту, в основному з'явилися в Йорданії з Західної Європи і Сполучених Штатів. В Йорданії можна знайти справжні арабські традиції: традицію щедрості й гарного піклування про гостя, взаємної опіки між людьми. Хоча не всі люди можуть знайти багато відмінностей між Йорданією та іншими арабськими країнами, але що вигідно відрізняє Йорданію, так це поєднання своєї культури та культури країн навколо неї, такі як Саудівська Аравія, Ірак, Палестина і Сирія.

## Кухня

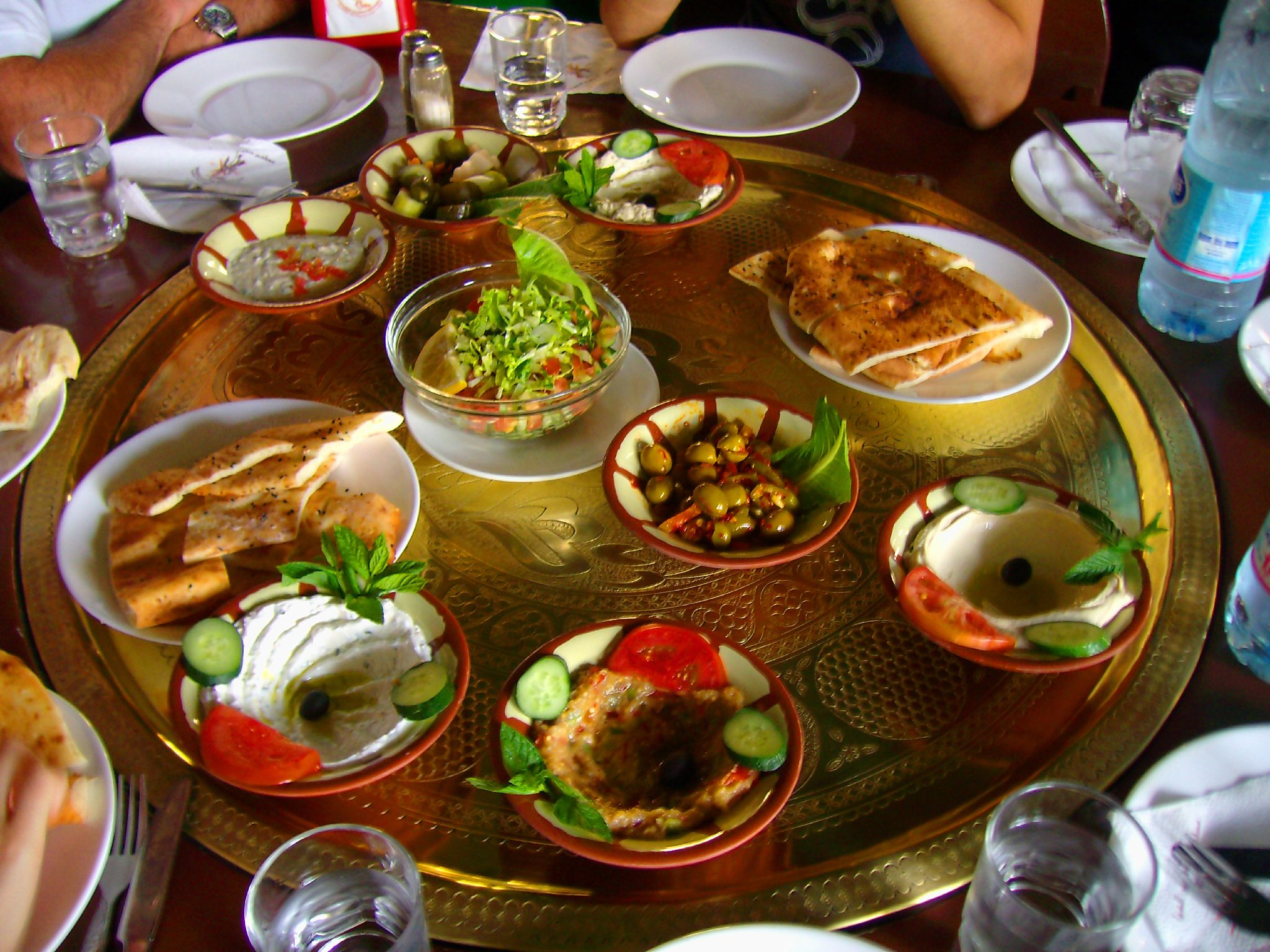
Йорданська їжа

Більшість страв подається з хлібом і велика їх кількість вживається за допомогою мочання хліба у них (хумус, кіляят-пандора (помідорний соус)). Важливими інгредієнтами йорданської кухні є рис (менсаф, маклюба, албріяні, узі) квасоля, оливки, оливкова олія, молоко, овочі, броколі, баклажани, картопля, бамія, помідори, огірки, баранина або курка, фрукти (абрикоси, яблука, банани, дині, апельсини). Рис є основною стравою і їдять його майже кожен день, особливо в п'ятницю (п'ятниця в Йорданії схожа за релігійним значенням на українську неділю), як правило, у другій половині дня, після опівдня. На землю (сім'ї зазвичай великі, 15-40 осіб, тому традиційно їдять на підлозі) стелиться плівка(українці використовують щось на зразок цього під час новорічних святкувань коли не хочуть забруднити скатертину) або газети, або папір і в центрі ставиться велика таріль рису «сидр»(назва самої металічної тарелі діаметром 100—150см), у її центрі кладуть шматки м'яса або курки, а по зовнішнім краям ставлять невеликі чаші зі сметаною або салатом (дрібно нарізані помідори з огірками або як його називають в ресторанах арабський салат). Їжа не вживається з безпосередньо з сидру, окрім тих випадків, коли їдять менсаф. Не прийнято їсти лівою рукою. Менсаф — національна страва і є майже на всіх святкуваннях йорданців: весіллях, поминках та інших святах, до того ж його їдять руками. На сидр кладеться хліб «ширак», поверх насипають рис, зверху кладуться шматки м'яса, страва поливається сметаною та прикрашається кедровими горіхами або подрібненою петрушкою. Гостя прийнято пригощати чаєм або кавою по-турецьки чи арабською та солодощами, найчастіше кнафою, а іноді і басбусою (види солодощів). 

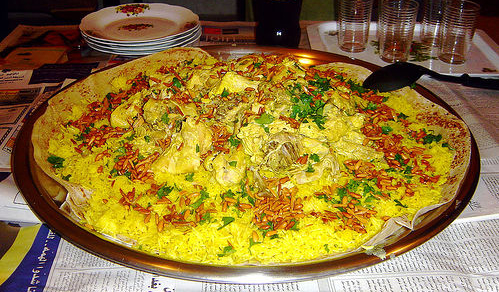
Сидр із менсафом на ньому

## Спорт

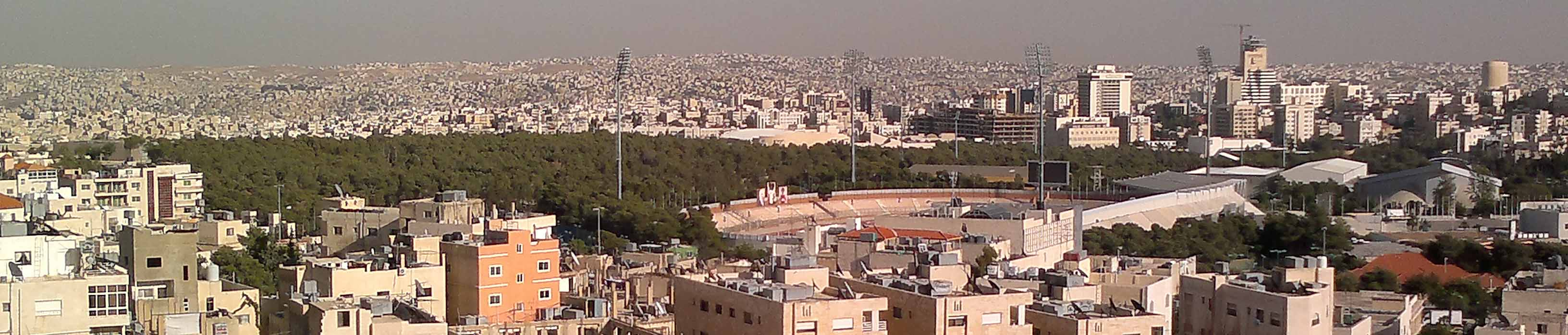
Панорама Амману з видом на стадіон

Йорданія є однією з арабських країн, які сильно проявляє інтерес до молоді та спорту в цілому, і це знаходить своє відображення у створенні парків і спорткомплексів для молоді, що має позитивний вплив на участь країни у багатьох арабських, регіональних і міжнародних турнірах, особливо з футболу та баскетболу, який привернув увагу йорданської молоді. Так само як і карате, плавання, тенісний м'яч, руки і кінні ігри все популярні серед молодих людей у цьому місті з пристрастю. Вища рада у справах молоді також внесли свій вклад в розвиток потенціалу молоді у всіх аспектах життя шляхом поширення молодіжних центрів в різних провінціях Королівства. Один з найпопулярніших видів спорту серед йорданської громадськості — футбол (клуби Вахдат (тренувальна база міжнародний стадіон Кувейсема) і Аль-Файсалі (тренувальна база Міжнародний стадіон в Аммані)), а також інші клуби, такі як клуб Аль-Бакаа, Шабаб аль-Урду, клуб короля Хусейна, та клуби Ірбід і Рамта. Акторський клуб Дзен і православний клуб і прикладної клуб Арена … і т. д. значний інтерес з боку публіки та шанувальників баскетболу Йорданії. Також вболівальники баскетболом цікавляться клубами Зеін, Артанексі й Арена.